# Lajos Baróti

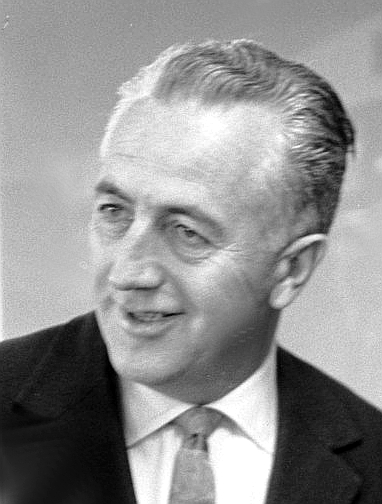
Lajos Baróti 1961

Lajos Baróti [ˈlɒjoʃ ˈbɒroːti] (* 19. August 1914 in Szeged; † 23. Dezember 2005 in Budapest) war ein ungarischer Fußballspieler und -trainer. Mit insgesamt elf wichtigen Titeln zählt er zu den bedeutendsten Trainern seiner Zeit.

## Laufbahn
Lajos Baróti spielte von 1928 bis 1946 für Szegedi AK und von 1946 bis 1948 für Győri ETO. Zwischen 1939 und 1941 wurde er auch zweimal in die ungarische Fußballnationalmannschaft berufen.
1957 übernahm er den Posten des Cheftrainers der Nationalmannschaft. Bis 1966 und dann noch einmal zwischen 1975 und 1978 betreute er das Team bei insgesamt 117 Länderspielen. Er führte das Team vier Mal zu Fußballweltmeisterschaften (1958, 1962, 1966, 1978). 1960 bei den Olympischen Spielen in Rom und bei der Europameisterschaft 1964 wurde er jeweils Dritter. Bei der Europameisterschaft unterlag Ungarn im Halbfinale erst in der Verlängerung den Gastgebern und Turniergewinnern Spanien mit 1:2. Den größten Erfolg als Nationaltrainer hatte er aber bei den Olympischen Spielen 1964 in Tokyo, wo er die Goldmedaille gewann.
1971–72 betreute er auch einmal kurzfristig die Peruanische Fußballnationalmannschaft.
Seine erfolgreichste Zeit als Vereinstrainer verbrachte er bei Újpesti Dózsa. Dort leitete er von 1967 bis 1971 die goldene Ära des Vereines ein, in welcher dieser mit der famosen Angriffsformation Fazekas – Göröcs – Bene – Dunai II – Zámbó die 1970er Jahre dominierte. Unter ihm gewann Újpest 1969 und 1970 das Double aus Meisterschaft und Pokal sowie eine weitere Meisterschaft 1971 – die ersten Titel des Vereins nach einem Jahrzehnt. Er führte die Mannschaft auch in die Endspiele des Messepokals 1968/69 gegen Newcastle United, die aber mit 0:3 und 2:3 verloren gingen.
Auf Vereinsebene hatte er auch Erfolge mit Vasas Budapest, SSW Innsbruck und Benfica Lissabon, wo er 1981 das Double gewann.

## Trainerlaufbahn – tabellarisch
| Zeitraum  | Mannschaft                | Meisterschaft     | Pokal             |
| --------- | ------------------------- | ----------------- | ----------------- |
| 1948–1952 | Győri Vasas ETO           |                   |                   |
| 1952–1953 | Budapesti Postás          |                   |                   |
| 1953–1957 | Budapesti Vasas SC        | 1957              |                   |
| 1957–1966 | Nationalmannschaft Ungarn | Gold Olympia 1964 | Gold Olympia 1964 |
| 1967–1971 | Újpesti Dózsa             | 1969, 1970, 1971  | 1969, 1970        |
| 1971–1972 | Nationalmannschaft Peru   |                   |                   |
| 1972–1974 | Budapesti Vasas SC        |                   | 1973              |
| 1975–1978 | Nationalmannschaft Ungarn |                   |                   |
| 1979      | SSW Innsbruck             |                   | 1979              |
| 1980–1982 | Benfica Lissabon          | 1981              | 1981              |